# 电话电报闭塞
电话电报闭塞是指在两个车站之间，在不使用任何铁路电子、机械设备的铁路信号的条件下，只采用打电话、发电报等通信方式对列车的运行进行调度，保证前后列车的距离与安全的铁路闭塞方式。目前该技术仅在铁路技术落后的国家和地区大规模使用。而铁路技术相对先进的国家和地区，该技术一般只用作在基本闭塞设备失效时（如铁路信号机故障等）的替代方法。
一般情况下，两个车站之间与接车车站的到站台划为一个闭塞区间，只允许一列车在此区间内。
使用电话闭塞时，人工调度命令高于基础闭塞设备，基础闭塞设备的状态指示此时将不作信号指示参考，并且要切断列车自动保护系统以避免受基础闭塞设备的影响。

## 运作方式
以下以“一站一区间空闲”原则来进行说明。
对于一列由A站发往B站的列车，A站首先准备好自己的发车线路，随后从自己的记录确认两站之间是否空闲，再打电话给B站申请闭塞。
B站在同时满足以下情况时可以给出“同意闭塞”的回复：
- B站依记录确认两站间无其他列车
- B站进站线路已经按照要求设置妥当
- B站目标站台上没有列车

之后B站选择一个号码（电话记录号），记录下同意时间和电话记录号，并报给A站。A站收到肯定答复后记录下电话记录号与时间，随后填写路票并加盖证明路票有效的印章，将路票交给司机。
路票上记有路票编号、电话记录号、闭塞起始站（A站）、闭塞终止站（B站）、铁路线名、出票人和日期。（如果车次号和方向有问题司机有权拒绝动车）
之后列车便可出发，完全驶离A站后，A站电话通知B站，A、B站记录发车时间。同时，A站通知之前一站（下称C站）表示本站目前可以接受闭塞请求并记录时间，C站则将收到通知的时间记录下来，并在需要时发出闭塞请求。
列车到达B站后，司机将路票交给B站的值班人员，值班人员将路票标记为无效后电话通知A站。A站记录下列车到达B站的时间。
使用电话闭塞时，人工调度命令高于铁路信号机等基础闭塞设备，基础闭塞设备的状态指示此时将不作信号指示参考，并且要切断列车自动保护系统以避免受基础闭塞设备的影响。